# Liste der Monuments historiques in Le Quesnel-Aubry
Die Liste der Monuments historiques in Le Quesnel-Aubry führt die Monuments historiques in der französischen Gemeinde Le Quesnel-Aubry auf.

## Liste der Objekte
| Bezeichnung | Beschreibung | Standort                                       | Kennzeichnung | Schutzstatus | Datum | Bild |
| ----------- | ------------ | ---------------------------------------------- | ------------- | ------------ | ----- | ---- |
| Uhr         | 1860         | in der Kirche Notre-Dame-de-la-Nativité (Lage) | PM60003907    | Inscrit      | 1987  |      |